# 1318
Пізнє Середньовіччя •  Реконкіста •  Ганза •  Авіньйонський полон пап •  Монгольська імперія

## Геополітична ситуація
Андронік II Палеолог є імператором Візантійської імперії (до 1328). За титул короля Німеччини ведуть боротьбу Фрідріх Австрійський та Людвіг Баварський. У Франції королює Філіп V Довгий (до 1322).
Апеннінський півострів розділений: північ належить Священній Римській імперії, середню частину займає Папська область, південь належить Неаполітанському королівству. Деякі міста півночі: Венеція, Піза, Генуя тощо, мають статус міст-республік. Триває боротьба гвельфів та гібелінів.
Майже весь Піренейський півострів займають християнські Кастилія і Леон, Арагонське королівство та Португалія, під владою маврів залишилися тільки землі на самому півдні. Едуард II є королем Англії (до 1327), а королем Данії є Ерік VI (до 1319).
Руські землі перебувають під владою Золотої Орди. Галицько-Волинське князівство очолюють Лев Юрійович та Андрій Юрійович, Юрій Данилович править у Володимиро-Суздальському князівстві (до 1322).
Монгольська імперія займає більшу частину Азії, але вона розділена на окремі улуси, що воюють між собою. У Китаї, зокрема, править монгольська династія Юань. У Єгипті владу утримують мамлюки. Мариніди правлять у Магрибі. Делійський султанат є наймогутнішою державою Північної Індії, а на півдні Індії панують держава Хойсалів та держава Пандья. В Японії триває період Камакура.
Цивілізація майя переживає посткласичний період. Почала зароджуватися цивілізація ацтеків.

## Події

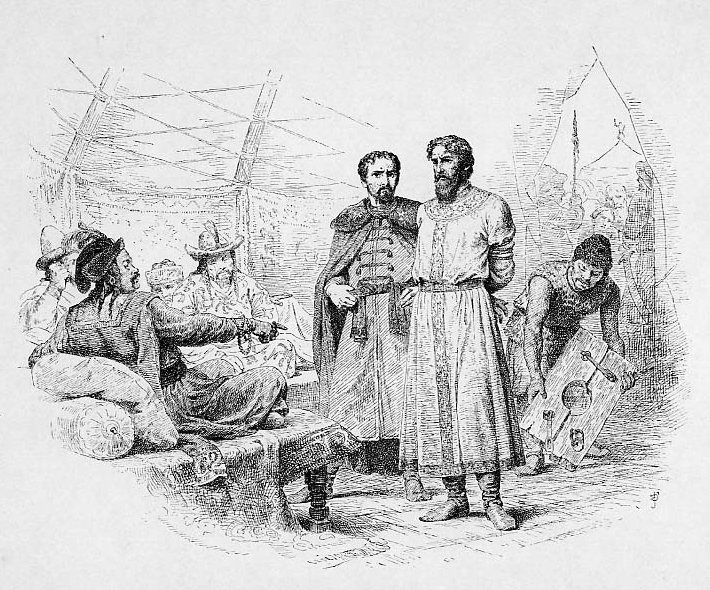
Михайло Данилович перед ханом Узбеком. Картина Василя Верещагіна.

- У Золотій Орді страчено володимирського князя Михайла Ярославича за звинуваченням в отруєнні доньки великого хана Узбека. Ярлик на правління отримав московський князь Юрій Данилович.
- Розпочалася війна в Карелії між Новгородською республікою та Швецією.
- У генуезькій колонії Кафа засновано католицьку єпархію.
- Повстання в Швеції змістило з трону короля Біргера Магнусона й змусило його втекти в Данію.
- Шотландці відвоювали в англійців Бервік-апон-Твід.
- Гібеліни взяли в облогу Геную, але на допомогу гвельфам прийшов неаполітанський король Роберт.
- В Ірані страчено візира Рашида-ад-Діна Фазлуллаха. У державі Ільханів почався період феодальної роздробленості.